# 中间黄杨
中间黄杨（学名：Buxus sinica var. intermedia）为黄杨科黄杨属下的一个变种。分布在台湾。